# Hypodistoma vastum
Hypodistoma vastum är en sjöpungsart som först beskrevs av C.S. Millar 1962.  Hypodistoma vastum ingår i släktet Hypodistoma och familjen Holozoidae. Inga underarter finns listade i Catalogue of Life.